# Phytoplasma rhamni
Phytoplasma rhamni è una specie di batterio appartenente alla famiglia delle Acholeplasmataceae.